# Ваздушни напад на Бари 2. децембра 1943. године
Ваздушни напад на Бари је напад немачких авиона на савезничке бродове у италијанској луци Бари 2. децембра 1943. године.
Напад је извело 105 немачких бомбардера типа Јункерси Ју-88 А-4 из састава 2. ваздушне флоте. 
Постигли су потпуно изненађење, и успели да притом потопе 27 транспортних бродова.
Напад, који је трајао нешто мање од сат времена, избацио је луку Бари из употребе све до фебруара 1944. године.
Постаје познат под именом „Мали Перл Харбор“.
Ослобађање бојног отрова, гаса иперита, из једног од потопљених бродова ~ „Либерти” – „УСС Џон Харвеј” ~ је додатно допринео броју жртава. 
Америчке и британске власти су дуго покушавале да прикрију присуство иперита као и и његове ефекте и последице на жртве напада.

## Позадина напада
Лука Бари је током борбених дејстава 1943. године у Италији имала велики значај за логистичку подршку Савезника. Муниција и залихе су искрцаване са бродова у луци и потом транспортоване у јединице британске 8. армије под командом фелдмаршала сер Бернарда Монтгомерија које су настојале да што пре заузму Рим и потисну немачке снаге што више са Апенинског полуострва. 
Поред тога, у луци Бари су савезнички бродови искрцавали и керозин и авионске бомбе за америчку Америчка 15. ваздухопловну армију која је била стационирана на око 120 километара северозападно одатле, на аеродрому у Фођи од новембра 1943. године.
Бари је имао веома слабу противавионску одбрану. Ни једна савезничка ловачка ескадрила није била стационирана у овој зони, а ловачки авиони који су и имали Бари у домету су били упућивани на офанзивне задатке и задатке пратње. 
Разлог за овако слабу противавионску заштиту луке свакако лежи у проценама савезничке ваздушне команде да је луци претила мала опасност од напада из ваздуха, јер је Луфтвафе, по њима, било преслаба и развучена широм фронта тако да Немци нису у могућности да организују напад на луку. 
Британци су ишли толико далеко у својим проценама, да је ваздухопловни маршал сер Артур Кoнингам 2. децембра 1943. године поподне на конференцији за новинаре изјавио да је „Луфтвафе поражена у Италији“. 
„Сматраћу личном увредом“ рекао је сер Конингем, „ако Луфтвафе покуша неку значајнију акцију у овом подручју.“ 
Ова изјава је изречена упркос чињеници да је немачки 54. ваздухопловна ескадрила „Тотенкопф“ ~ „Мртвачка глава“ ~ у протеклом месецу четири чак пута бомбардовао само Напуљ, поред других циљева на Средоземљу.
У тренутку конференције за новинаре, на везу у луци Бари се налазило 30 бродова под америчким, британским, пољским, норвешким и холандским заставама. У граду је живело око 250000 становника. Лука је у ноћи напада била осветљена како би се убрзао искрцај средстава. 

## Напад
Може се рећи да је идеја за напад на Бари дошла након извиђачког лета поручника Вернера Хана на висини од око 7000 метара 2. децембра 1943. године авионом Месершмит Ме-210 A-1. Његов извештај о стању у луци, расположивим метама, као и чињеници да његов авион није био ничим ометан током извиђачке акције је подстрекао командaната Групе армија „Ц“ генерал-фелдмаршала Алберта Кеселринга да нареди напад. 
Наиме, генерал-фелдмаршал Кеселринг и чланови његовог штаба су још раније разматрали напад на савезнички аеродром у Фођи, али на жалост нису располагали са довољно ресурса за напад на тако важан и велики објекат. 
Генерал-фелдмаршал Волфрам фрајер фон Рихтхофен који је командовао 2. ваздухопловном флотом је тада предложио Бари као алтернативни циљ. Веровао је да ће уништењем луке успорити напредовање британске 8. армије. Рекао је Кеселрингу да су једини расположиви авиони за напад бомбардери Јункерси Ју-88 А-4, те да ће моћи да за напад обезбеди 150 расположивих ових авиона. Међутим, исте вечери, пред полетање, цифра је смањена на 105 авиона.
Већи део авиона је у напад требао да полети са италијанских аеродрома, али је фон Рихтхофен желео да употреби и авионе са аеродрома некадашње Краљевине Југославије, верујући да ће заварати Савезнике.
Да би се ризик од пресретања свео на могући минимум Пилот|пилотима и навигаторима је било наређено да се лети источно до Јадранског мора и да потом окрену на југ и да до Барија стигну курсом са запада на што мањој висини лета испод радара, јер су Савезници очекивали евентуалне нападе са севера.
Напад је почео у 19:25 часова, када су два од три немачка авиона кружила изнад луке на висини од 3000 метара и избацивала алуминијумске траке којима су ометали савезничке радаре. Те танке траке алуминијум биле су исечене на различите дужине како би се оцртавале као авиони на радарским екранима, стварајући мноштво лажних мета, чиме су маскирале праве авионе. 
Немачки авиони су испаљивали и светлеће ракете, које нису ни биле толико потребне јер је лука већ била осветљена.
Немачки бомбардери су постигли потпуно изненађење, тако да су могли да гађају луку са великом прецизношћу. Два брода за за транспорт муниције која су била погођена изазвали су толико јаку експлозију да су попуцала стакла на кућама која су од места експлозије била удаљена неких 11 километара. Бомбе су покидале црева за истакање горива која је била развучена преко мола и убрзо је дошло до паљења горива које је истицало. Пожар се брзо ширио и преко воде и кренуо је да захвата бродове који би иначе у овом нападу прошли неоштећено.
Двадесетосам теретних бродова са више од 31000 тона терета је потопљено или уништено; три брода са још 6800 тона су касније спашени. Још дванаест бродова је оштећено. Лука је била затворена наредне три седмице, а у употребу је поново ушла фебруара 1944. године.
Све савезничке подморнице које су базирале у Барију прошле су без оштећења. 
Један од уништених бродова је био транспортни брод класе „Либерти” – „УСС Џон Харвеј”, који је носио тајни товар – бомбе пуњене иперитом. У товарном простору се налазило 2000 бомби М47А1, свака са по 27-32 килограма иперита. Овај товар је био намењен европском ратишту, а Савезници су намеравали, према каснијем признању, да га употребе у случају употребе бојних отрова од стране немачких снага у Италији.
Уништење брода је за последицу имало ослобађање иперита у лучком акваторију која је већ била загађена просутим материјалом и горивом са осталих бродова. 
Многи чланови посаде погођених бродова, који су спас потражили скачући у воду, били су контаминирани иперитом који се лепио за замашћене униформе и одећу. Део иперита који се ослободио у атмосфери направио је облак паре. Рањеници су извлачени из воде и слати на медицинску обраду у болницу, не знајући да се заправо ради о бојном отрову. Медицинско особље је првенствено збрињавало људство са повредама од експлозија и опекотинама. Практично нимало пажње није обраћано на оне који су били прекривени уљем. Многе повреде које су настале продуженим излагањем ипериту би биле умањене пресвлачењем и испирањем, што се није десило.
Први симптоми тровања иперитом су се појавили за мање од једног дана, и то код 628 чланова посаде и медицинског особља. Симптоми су се односили на слепило и опекотине. Развој догађаја је додатно закомпликован доласком више стотина цивила које је такође требало медицински збринути. 
Америчка команда је по сваку цену желела да прикрије присуство муниције са иперитом од Немаца, тако да је било мало тачних информација о узроцима повреда. Практично комплетна посада америчког транспортног брода „УСС Џон Харвеј” је погинула, тако да није било никога ко би могао да објасни присуство укуса белог лука, које је примећено од стране спасиоца.
Прве податке о стварном узрочнику тешког стања код повређених дао је потпуковник Стјуарт Френсис Александер, специјалиста за хемијско ратовање. Проучавајући позиције на којима су се налазили повређени у време напада на луку, тачно је утврдио позицију опасног товара на броду „УСС Џон Харвеј”,  а након проналаска фрагмента бомбе М47А1 је потврдио и тачност податка о постојању иперита.

## Гашење пожара
До краја децембра 1943. године, 83 од укупно 628 медицински збринутих  је подлегло повредама. 
Број цивилних жртава није било могуће тачно утврдити, јер је већина отишла рођацима, склањајући се из града.
Амерички разарач „УСС Бистера”, лакше оштећен у нападу, је део преживелог људства извезао из луке али је током ноћи примећено слепило и хемијске опекотине, тако да је морао да уплови у луку Таранто.

## Прикривање
У самоме почетку, америчка команда је покушала да прикрије несрећу, страхујући да ће Немци кад то чују пожелети да употребе бојне отрове. Ипак, било је превише сведока који би сачували тајну, тако да су Американци у фебруару 1944. године издали саопштење у коме су признали да САД нису намеравале да користе хемијско оружје, сем у случају да Немци први употребе слично оружје.
Главнокомандујући савезничких снага у Европи генерал Двајт Ајзенхауер је одобрио извештај потпуковника Френсиса. 
Премијер Уједињеног Краљевства, сер Винстон Черчил је, међутим, наредио да се униште сва британска документа, и да се као узрок смрти наведу „опекотине услед дејства непријатеља“.
Ознака тајности са америчких извештаја о нападу Луфтвафе на луку Бари уклоњена је 1959. године, али су подаци били оскудни све до 1967. године. 
Британска влада је тек 1986. године коначно признала преживелима да су били изложени отровном гасу и одобрили исплату њихових пензија сходно томе. 
Истрага је ослободила ваздухопловног маршала сер Артура Конингема одговорности за немар у одбрани луке, али је утврђено да је одсуство претходних ваздушних напада довело до уверења да је лука сигурна.